# Psychoda trilobata
Psychoda trilobata és una espècie d'insecte dípter pertanyent a la família dels psicòdids.

## Descripció
- Les antenes de la femella presenten 16 segments i fan 0,84 mm de llargària.
- Les ales mesuren 1,12-1,92 mm de longitud i 0,44-0,70 d'amplada.
- La placa subgenital de la femella és similar a les de Psychoda harrisi i Psychoda subquadrilobata.[5]

## Distribució geogràfica
Es troba a Taiwan, Borneo i el Japó.